# 가오위안위안 (1992년)
가오위안위안(중국어 정체자: 高圓媛, 병음: Kāo Yuányuán, 한자음: 고원원, Kiki Kao, 1992년 4월 4일 ~ )은 대만의 배우이지 모델이다.

## 방송
- 소매
- 불능몰유니